# Jan Öjlers
Jan Öjlers var ett svenskt dansband som under 1960- och 70-talen hade flera låtar på Svensktoppen.

## Melodier på Svensktoppen
- Natten har tusen ögon - 1968[2]
- Bara dig vill jag ha - 1969[3]
- En skön liten sång - 1971[4]
- Lycka till med nästa kille - 1973[5]
- Maria dansar - 1978[6]

### Fotnoter
1. ↑  ”Jan Öjlers”. Svenska dansband. http://www.svenskadansband.se/img-jan-ojlers-706.htm. Läst 15 juni 2013.
2. ↑  ”Svensktoppen”. Sveriges Radio. 13 mars 1968. http://sverigesradio.se/Diverse/AppData/Isidor/files/2023/3465.txt. Läst 15 juni 2013.
3. ↑  ”Svensktoppen”. Sveriges Radio. 13 mars 1969. http://sverigesradio.se/Diverse/AppData/Isidor/files/2023/3467.txt. Läst 15 juni 2013.
4. ↑  ”Svensktoppen”. Sveriges Radio. 13 mars 1971. http://sverigesradio.se/Diverse/AppData/Isidor/files/2023/3469.txt. Läst 15 juni 2013.
5. ↑  ”Svensktoppen”. Sveriges Radio. 13 mars 1973. http://sverigesradio.se/Diverse/AppData/Isidor/files/2023/3471.txt. Läst 15 juni 2013.
6. ↑  ”Svensktoppen”. Sveriges Radio. 13 mars 1978. http://sverigesradio.se/Diverse/AppData/Isidor/files/2023/3476.txt. Läst 15 juni 2013.